# (1200) Imperatrix
(1200) Imperatrix – planetoida z pasa głównego asteroid okrążająca Słońce w ciągu 5 lat i 131 dni w średniej odległości 3,06 au. Została odkryta 14 września 1931 roku w Landessternwarte Heidelberg-Königstuhl w Heidelbergu przez Karla Reinmutha. Słowo imperatrix w łacinie oznacza cesarzową, jednak nie wiadomo, czy nazwa planetoidy odnosi się do jakiejś konkretnej osoby. Przed nadaniem nazwy planetoida nosiła oznaczenie tymczasowe (1200) 1931 RH.